# Jan František Josef z Thun-Hohensteinu
Jan František Josef hrabě z Thun-Hohensteinu (německy Johann Franz Joseph Graf von Thun und Hohenstein; 16. června 1686 Děčín – 30. června 1720 Horažďovice) byl český šlechtic, hrabě z Thun-Hohensteinu, císařský komorník a jeden z místodržících Českého království.

## Původ

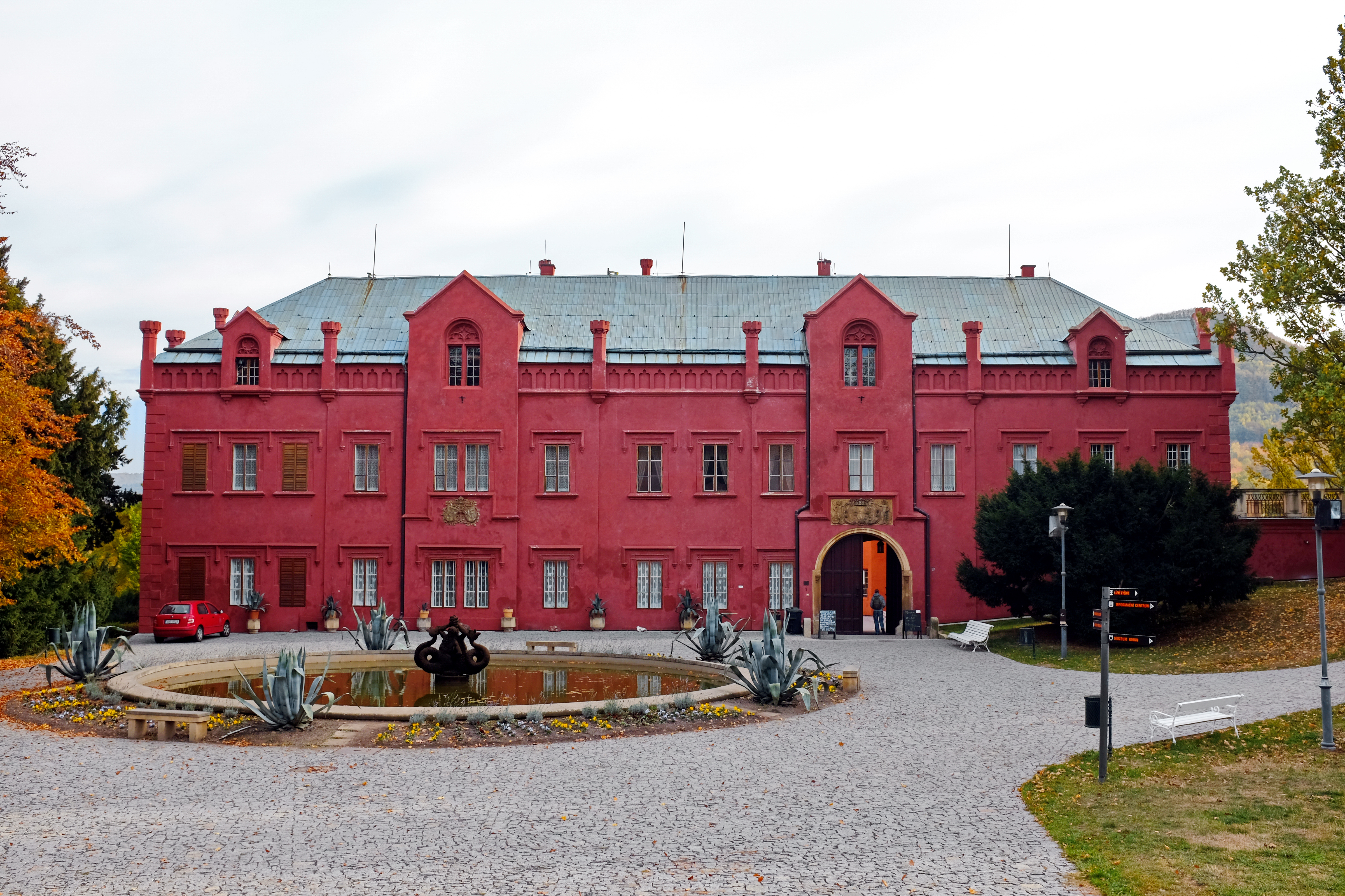
Zámek v Klášterci nad Ohří (současný stav)

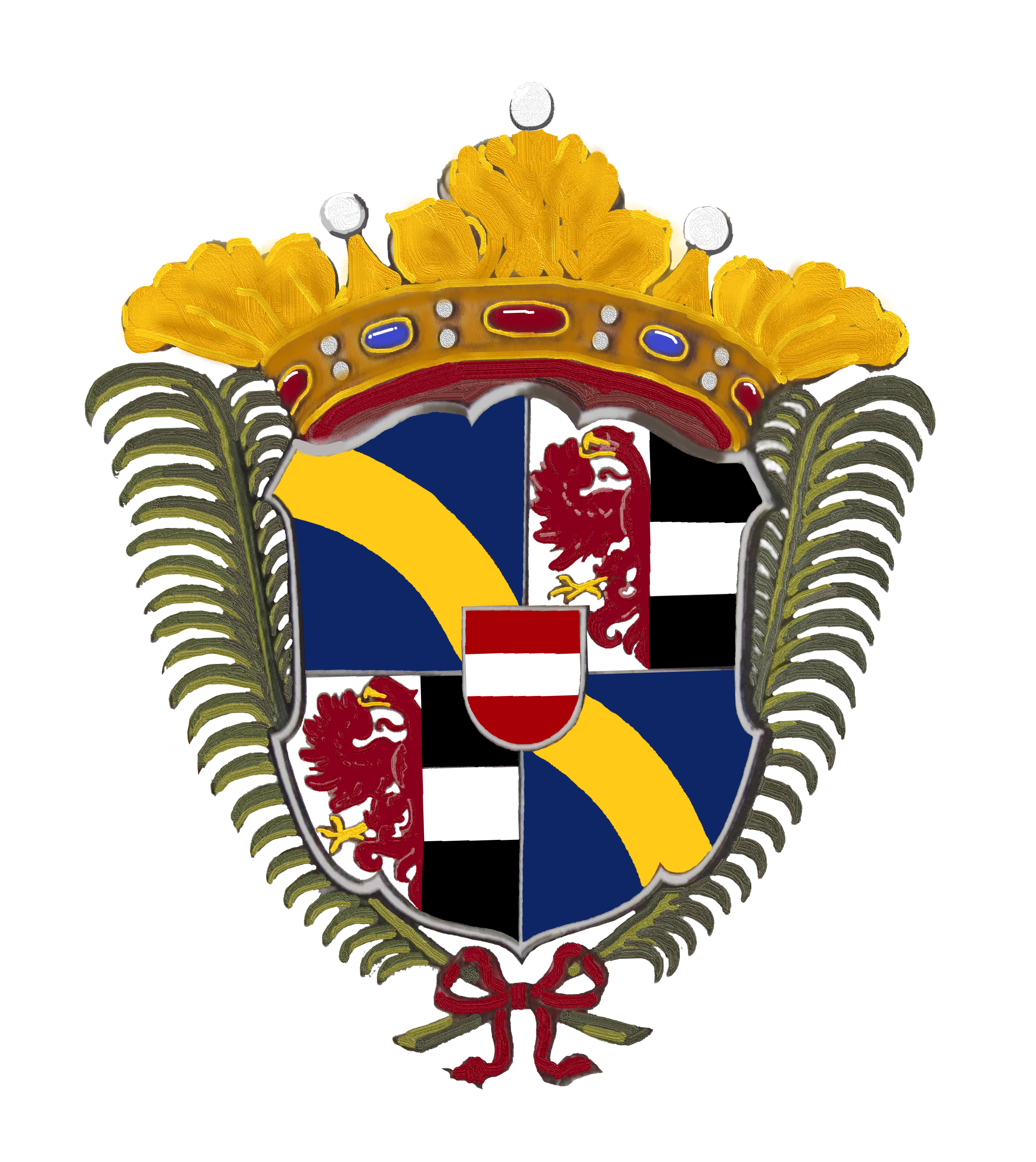
Rodový erb

Narodil se jako syn hraběte Maxmiliána z Thun-Hohensteinu (1638–1701) a jeho manželky hraběnky Marie Maxmiliány z Lichtenštejna (1659–1687), dcery knížete Hartmana z Lichtenštejna (1613–1686) a hraběnky Zdeňky Alžběty ze Salm-Reifferscheidtu (1623–1686). Byl vnukem hraběte Jana Zikmunda z Thun-Hohensteinu (1594–1646) a jeho třetí manželky hraběnka Markéty Anny z Oettingen-Baldernu († 1684).
I když byl rozsáhlý majetek Thun-Hohensteinů v 17. století rozdělen na tři majorátni fideikomisy (Klášterec nad Ohří, Děčín, Choltice) pro tři rodové linie, úmrtím několika bezdětných členů rodu došlo k situaci, že Jan František Josef na sklonku svého krátkého života soustředil všechen český majetek ve svém vlastnictví. Děčín a Klášterec zdědil v roce 1701 po otci, po bratranci Romediu Janovi pak v roce 1719 převzal i Choltice.

## Donátor
Jan František Josef byl donátorem sousoší sv. Jana z Mathy, Felixe z Valois a Ivana, které pro Karlův most vysochal v roce 1714 Ferdinand Maxmilián Brokoff.

## Rodina
Jan František Josef se 4. listopadu 1708 v Salcburku oženil s hraběnkou Marií Filipou Josefou z Harrachu (9. ledna 1693, Vídeň – 2. dubna 1763, Praha), dcerou hraběte Aloise Tomáše Rajmunda z Harrachu (1669 – 1742) a jeho první manželky, hraběnky Marie Barbory ze Šternberka († 1694/95). Manželka ho přežila o 43 let. Manželé měli dvě děti:
- 1. Jan Josef František Antonín Kajetán Maria (2. července 1711, Praha – 21. května 1788 tamtéž), byl čtyřikrát ženatý a měl celkem 24 dětí.
  - 1. ∞ (22. listopadu 1733 Vídeň) hraběnka Marie Kristýna z Hohenzollern-Hechingenu (25. března 1715 – 6. srpna 1749),
  - 2. ∞ (29. července 1751 Svádov) hraběnka Marie Alžběta Kolonicsová z Kollegrádu (22. května 1732 – 18. prosince 1754),
  - 3. ∞ (11. ledna 1756 Praha) hraběnka Marie Anna z Wildenstein-Wildbachu (16. září 1734 – 18. května 1766),
  - 4. ∞ (18. února 1767 Praha) Alžběta Hennigerová ze Seebergu (2. prosince 1729 – 14. března 1800)
- 2. Marie Josefa Klára (9. září 1714 – 17. září 1740)
  - ∞ (4. prosince 1734) hrabě Jindřich Pavel z Mannsfeldu, kníže z Fondi (6. července 1712 – 15. února 1780), syn Karla Františka hraběte z Mansfeldu (1678 – 1717), 2. knížete z Fondi a jeho manželky Marie Eleonory z Mansfeldu (1682–1747)